# Campeonato Sul-Americano de Futebol Feminino Sub-19 de 2004
O Campeonato Sul-Americano Feminino Sub-19 de 2004 foi a primeira edição da competição organizada pela Confederação Sul-Americana de Futebol (CONMEBOL) para jogadoras com até 19 anos de idade que, a partir da edição seguinte, foi modificada para 20 anos. A competição contou com 10 participantes e o país anfitrião foi o Brasil. A Seleção Brasileira foi a campeã.

## Equipes participantes
Todas as dez equipes filiadas a CONMEBOL participaram do evento.
| - Argentina - Bolívia - Brasil - Chile - Colômbia | - Equador - Paraguai - Peru - Uruguai - Venezuela |

## Sede
Os jogos foram todos disputados em Angra dos Reis.

## Fórmula de disputa
As dez equipes participantes disputaram o campeonato no sistema de pontos corridos. Os critérios de desempate foram na seguinte ordem:
1. Saldo de gols
2. Número de gols a favor (gols pró)
3. Resultado da partida entre as equipes em questão
4. Sorteio

## Premiação
| Campeonato Sul-Americano Sub-20 Feminino de 2004 |
| Seleção Brasileira de Futebol                    |
| ------------------------------------------------ |
| BRASIL Campeão (1º título)                       |